# Alison Phipps
Alison Phipps es una socióloga política británica, académica de estudios de género y teórica feminista, profesora de sociología en la Facultad de Geografía, Política y Sociología de la Universidad de Newcastle. Anteriormente fue directora y profesora de estudios de género en la Universidad de Sussex.
Fue presidenta de la Asociación de Estudios Feministas y de la Mujer del Reino Unido e Irlanda de 2009 a 2012 y fue una de las cofundadoras de Universidades contra la violencia de género.
Es miembro senior de la Academia de Educación Superior.

## Trayectoria
Las investigaciones Alison Phipps se han centrado en el campo de la teoría feminista, la violencia sexual, la reproducción y las culturas institucionales. Según Google Scholar, su trabajo ha sido citado más de 1600 veces. Su último libro Me, Not You es una crítica del activismo feminista dominante contra la violencia sexual, especialmente su dependencia del castigo penal, y presenta el concepto de 'blancura política' en su análisis de cómo opera el movimiento.  El libro ha sido avalado por Mariame Kaba y Mona Eltahawy.
Alison Phipps fue coautora del informe de la Unión Nacional de Estudiantes de 2013 sobre la "cultura de los muchachos" en las universidades del Reino Unido y, posteriormente, fue miembro del grupo de estrategia de NUS sobre este tema junto con Laura Bates y otros.
Con su proyecto Changing University Cultures, ha liderado intervenciones en el Imperial College London y la Universidad de Sussex, entre otras instituciones, diseñadas para abordar las desigualdades y problemas como el bullying, el acoso y la violencia.
Trabajó en estrecha colaboración con Universities UK en el tema del cambio cultural en las universidades para abordar el acoso sexual y la violencia.
Phipps ha investigado y participado activamente en el debate del movimiento antigénero y los ataques de extrema derecha a los derechos LGBT, es una conocida opositora del feminismo carcelario y el feminismo transexclusivo y partidaria de los derechos de las trabajadoras sexuales.
Como Directora de Estudios de Género en la Universidad de Sussex, se asoció en colaboración con el Movimiento de Resistencia y Defensa de las Trabajadoras Sexuales (SWARM, entonces Sex Worker Open University ) y apoyó una campaña dirigida por el Colectivo Inglés de Prostitutas para despenalizar la industria del sexo.

## Premios y reconocimientos
Ganó el Premio del Libro FWSA 2015 de la Asociación de Estudios Feministas por el libro The Politics of the Body.
Además de sus resultados académicos, ha sido publicada en The Guardian, Open Democracy, The New Statesman, y Times Higher Education.
Ha sido entrevistada en el programa de debate en BBC Thinking Allowed de Radio 4.

## Libros
- Mujeres en ciencia, ingeniería y tecnología: tres décadas de iniciativas del Reino Unido (Trentham Books, 2008)
- La política del cuerpo: género en una era neoliberal y neoconservadora (Polity Press, 2014)
- Yo, no tú: el problema con el feminismo convencional (Manchester University Press, 2020)